# U-19-Fußball-Europameisterschaft der Frauen 2002
Die fünfte U-19-Fußball-Europameisterschaft der Frauen wurde in der Zeit vom 2. bis 12. Mai 2002 in Schweden ausgetragen. Deutschland konnte seinen Titel erneut verteidigen und wurde mit einem 3:1-Sieg über Frankreich zum dritten Mal Europameister. Torschützenköniginnen wurden die Französin Claire Morel und die Deutsche Barbara Müller mit je vier Treffern. Die Schweiz schied in der Gruppenphase aus, Österreich konnte sich nicht qualifizieren.

## Qualifikation
Es wurden drei Gruppenphasen ausgetragen, wobei sich die vier Gruppensieger der dritten Gruppenphase sowie die drei besten Gruppenzweiten für die Endrunde qualifizieren. Gastgeber Schweden war automatisch qualifiziert.

## Austragungsorte
Die Vorrunde wurde in Helsingborg, Staffanstorp, Ängelholm, Kävlinge, Höganäs und Båstad ausgetragen.
Die Halbfinal-Begegnungen wurden in Landskrona ausgespielt, während das Finale in Helsingborg stattfand.

## Vorrunde

### Gruppe A
| Pl. | Land        | Sp. | S | U | N | Tore    | Diff. | Punkte |
| --- | ----------- | --- | - | - | - | ------- | ----- | ------ |
| 1.  | Deutschland | 3   | 3 | 0 | 0 | 006:200 | +4    | 09     |
| 2.  | Frankreich  | 3   | 1 | 1 | 1 | 004:400 | ±0    | 04     |
| 3.  | Spanien     | 3   | 1 | 0 | 2 | 002:400 | −2    | 03     |
| 4.  | Schweden    | 3   | 0 | 1 | 2 | 000:200 | −2    | 01     |

|                             |   |             |           |
| 2. Mai 2002 in Helsingborg  |   |             |           |
| Frankreich                  | – | Deutschland | 2:3 (2:1) |
| 2. Mai 2002 in Helsingborg  |   |             |           |
| Schweden                    | – | Spanien     | 0:1 (0:0) |
| 4. Mai 2002 in Staffanstorp |   |             |           |
| Spanien                     | – | Deutschland | 0:2 (0:1) |
| 4. Mai 2002 in Staffanstorp |   |             |           |
| Schweden                    | – | Frankreich  | 0:0       |
| 6. Mai 2002 in Ängelholm    |   |             |           |
| Deutschland                 | – | Schweden    | 1:0 (1:0) |
| 6. Mai 2002 in Kävlinge     |   |             |           |
| Spanien                     | – | Frankreich  | 1:2 (0:1) |

Titelverteidiger Deutschland gewann all seine Gruppenspiele und konnte sich als Gruppenerster für das Halbfinale qualifizieren. Gastgeber Schweden schied allerdings sang- und klanglos als Gruppenletzter aus.

### Gruppe B
| Pl. | Land     | Sp. | S | U | N | Tore    | Diff. | Punkte |
| --- | -------- | --- | - | - | - | ------- | ----- | ------ |
| 1.  | Dänemark | 3   | 3 | 0 | 0 | 008:200 | +6    | 09     |
| 2.  | England  | 3   | 1 | 0 | 2 | 007:700 | ±0    | 03     |
| 3.  | Schweiz  | 3   | 1 | 0 | 2 | 005:800 | −3    | 03     |
| 4.  | Norwegen | 3   | 1 | 0 | 2 | 004:700 | −3    | 03     |

|                          |   |          |           |
| 3. Mai 2002 in Höganäs   |   |          |           |
| Norwegen                 | – | England  | 1:3 (1:1) |
| 3. Mai 2002 in Höganäs   |   |          |           |
| Schweiz                  | – | Dänemark | 0:3 (0:1) |
| 5. Mai 2002 in Båstad    |   |          |           |
| Norwegen                 | – | Schweiz  | 2:1       |
| 5. Mai 2002 in Båstad    |   |          |           |
| England                  | – | Dänemark | 1:2 (0:1) |
| 7. Mai 2002 in Ängelholm |   |          |           |
| Dänemark                 | – | Norway   | 3:1 (2:1) |
| 7. Mai 2002 in Kävlinge  |   |          |           |
| England                  | – | Schweiz  | 3:4 (3:2) |

## Finalrunde

### Halbfinale
Beide Halbfinalbegegnungen waren ausgeglichen und endeten mit einem knappen Ergebnis. Die deutsche Auswahl gewann durch einen in der 29. Minute verwandelten Elfmeter von Anne-Katrin Sabel mit 1:0 gegen England. Auch das andere Halbfinale zwischen Dänemark und Frankreich endete mit dem gleichen Ergebnis, einzige Torschützin war die Französin Claire Morel in der 35. Minute.
|                            |   |            |           |
| 10. Mai 2002 in Landskrona |   |            |           |
| Deutschland                | – | England    | 1:0 (1:0) |
| 10. Mai 2002 in Landskrona |   |            |           |
| Dänemark                   | – | Frankreich | 0:1 (0:1) |

### Finale
Im Finale standen sich erneut Frankreich und Deutschland gegenüber, die Französinnen hatten zunächst den besseren Start und gingen durch Sandrine Rouquet in der 9. Minute in Führung. Die deutsche Mannschaft konnte allerdings durch Isabell Bachor in der 33. Minute den Ausgleich erzielen, bevor Barbara Müller zwei Minuten vor der Pause zum 2:1 traf, nachdem sie kurz zuvor einen Elfmeter verschoss. Für die Vorentscheidung sorgte Viola Odebrecht, als sie in der 70. Minute zum 3:1-Endstand traf. Mit diesem Sieg qualifizierte sich die deutsche Mannschaft gemeinsam mit Frankreich, Dänemark und England für die erste U-19-Fußball-Weltmeisterschaft der Frauen 2002 in Kanada. Dort erreichte Deutschland als beste europäische Mannschaft Platz 3.
| Frankreich                                        | Frankreich | Deutschland | Deutschland |
| ------------------------------------------------- | --- | --- | ----------- |
| Frankreich                                        | \| 12. Mai 2002 in Helsingborg (Olympia) \| \| Ergebnis: 1:3 (1:2) \| \| Zuschauer: 1.205 \| \| Schiedsrichterin: Alexandra Ihringová ( Slowakei) \| \| Spielbericht \| | \| 12. Mai 2002 in Helsingborg (Olympia) \| \| Ergebnis: 1:3 (1:2) \| \| Zuschauer: 1.205 \| \| Schiedsrichterin: Alexandra Ihringová ( Slowakei) \| \| Spielbericht \|                                                  | Deutschland |
| Frankreich                                        | Géraldine Marty – Zoé Avner (46 Faustine Roux), Sandrine Dusang (46. Anne-Laure Casseleux), Laura Georges, Marie-Claude Herlem, Ophélie Meilleroux – Cathrine Dekkerhus – Camille Abily, Ludivine Diguelman – Claire Morel (81. Lilas Traïkia), Élodie Ramos, Sandrine Rouquet Cheftrainer: Bruno Bini | Miriam Elling – Sarah Günther, Susanne Kasperczyk, Claudia Kierner, Alexandra Stegmann, Anne-Katrin Westphal – Isabell Bachor, Annelie Brendel, Barbara Müller, Viola Odebrecht – Anja Mittag Cheftrainerin: Silvia Neid | Deutschland |
| Frankreich                                        | 1:0 Rouquet (9.) | 1:1 Bachor (33.) 1:2 Müller (43.) 1:3 Odebrecht (70.) | Deutschland |
| Frankreich                                        | Rouquet | | Deutschland |
| Frankreich                                        | Müller verschießt Elfmeter (35.) | | Deutschland |
| 12. Mai 2002 in Helsingborg (Olympia)             | | |             |
| Ergebnis: 1:3 (1:2)                               | | |             |
| Zuschauer: 1.205                                  | | |             |
| Schiedsrichterin: Alexandra Ihringová ( Slowakei) | | |             |
| Spielbericht                                      | | |             |